# Just Let Go
Just Let Go è il primo singolo del secondo album dei Fischerspooner Odyssey.
Il brano compare nella seconda stagione della serie televisiva Nip/Tuck (episodio 15) durante l'operazione chirurgica.

## Credits
- Prodotta da Fischerspooner
- Mixata da Mark ‘Spike’ Stent all'Olympic Studios
- Testo: Casey Spooner
- Registrata al Joe Music Studio & Rare Book Room, NYC

## Remix
- Album Version
- Alternative Remix / Rock Version
- Instrumental
- Joakim Remix
- Peter Black Remix
- Radio Edit
- Thin White Duke Remix
- Thin White Duke Remix Radio Edit
- Tommie Sunshine 'Brooklyn Fire Retouch'
- M.A.N.D.Y. Mix
- Tristan Perich Remix